# Crosskeys
Crosskeys, noto un tempo come Pont-y-Cymer, è un villaggio con status di comunità (community) del Galles sud-orientale, facente parte del distretto di contea di Caerphilly (contea tradizionale: Monmouthshire) e situato lungo la confluenza dei fiumi Ebbw e Sirhowy. L'intera community conta una popolazione di circa 3 400 abitanti.

## Geografia fisica
Crosskeys si trova a circa 7 miglia a nord-ovest di Newport, tra le località di Abercarn e Lower Machen (rispettivamente a sud della prima e a nord della seconda), a ovest/nord-ovest di Bettws.
L'intera community occupa una superficie di 5,735 km². Il villaggio principale si trova nella parte meridionale della community; il fiume Ebbw bagna la parte meridionale del villaggio.

## Origini del nome
Il nome Crosskeys deriva da quello di un hotel del luogo.

## Storia
Crosskeys si sviluppò  negli anni trenta del XIX secolo in origine come parte della  città mineraria di Risca (situata a sud-est di Crosskeys), dove il 1º dicembre 1860 si verificò la più grave sciagura mai avvenuta in una miniera di carbone, in cui persero la vita 146 persone.

## Società

### Evoluzione demografica
Nel 2020, la popolazione della comunità di Crosskeys era stimata in 3 395 unità, in maggioranza (1742) di sesso femminile.
La popolazione al di sotto dei 18 anni era stimata in 591 unità (di cui 306 erano i bambini al di sotto dei 10 anni), mentre la popolazione dai 65 anni in su era stimata in 761 unità (di cui 7 erano le persone dagli 198 anni in su).
La community ha conosciuto un incremento demografico rispetto al 2011, quando la popolazione censita era pari a 3 265 unità, e al 2001, quando la popolazione censita era pari a 3 092 unità.

## Geografia antropica

### Suddivisioni amministrative
Villaggi della comunità di Crosskeys
- Crosskeys
- Pontywaun

## Sport
- La squadra di rugby locale è il Cross Keys Rugby Football Club[6]